# Laudetia
Genre
Laudetia est un genre d'araignées aranéomorphes de la famille des Liocranidae.

## Distribution
Les espèces de ce genre sont endémiques des Antilles. Elles se rencontrent à Porto Rico et à la Dominique.

## Liste des espèces
Selon World Spider Catalog (version 17.5, 02/10/2016) :
- Laudetia dominicana Gertsch, 1941
- Laudetia insularis (Petrunkevitch, 1930)
- Laudetia portoricensis (Petrunkevitch, 1930)

## Publication originale
- Gertsch, 1941 : New American spiders of the family Clubionidae. I. American Museum novitates, n. 1147, p. 1-20 (texte intégral).